# Joseph Lecompte
Joseph Lecompte (* 15. Dezember 1797 im Woodford County, Kentucky; † 25. April 1851 im Henry County, Kentucky) war ein US-amerikanischer Politiker. Zwischen 1825 und 1833 vertrat er den Bundesstaat Kentucky im US-Repräsentantenhaus.

## Werdegang
Noch in seiner Kindheit zog Joseph Lecompte mit seinen Eltern in das Henry County. Die Familie ließ sich in Lecomptes Bottom am Kentucky River nieder. Dort besuchte Joseph die öffentlichen Schulen. Später arbeitete er in der Landwirtschaft. Während des Britisch-Amerikanischen Krieges war er Soldat in einer Einheit aus Kentucky. Lecompte nahm auch an der Schlacht von New Orleans teil. Politisch wurde er zunächst Mitglied der Demokratisch-Republikanischen Partei. In den 1820er Jahren schloss er sich der Bewegung um den späteren Präsidenten Andrew Jackson an und wurde Mitglied der von diesem im Jahr 1828 gegründeten Demokratischen Partei. Zwischen 1819 und 1844 saß er fünfmal als Abgeordneter im Repräsentantenhaus von Kentucky. Außerdem war er Major der Staatsmiliz.
Bei den Kongresswahlen des Jahres 1824 wurde Lecompte im sechsten Wahlbezirk von Kentucky in das US-Repräsentantenhaus in Washington, D.C. gewählt, wo er am 4. März 1825 die Nachfolge von David White antrat. Nach drei Wiederwahlen konnte er bis zum 3. März 1833 vier Legislaturperioden im Kongress absolvieren. Diese waren zunächst zwischen den heftigen Diskussionen zwischen den Anhängern von Präsident John Quincy Adams und denen von Andrew Jackson geprägt. Seit dem Amtsantritt von Präsident Jackson im Jahr 1829 wurde innerhalb und außerhalb des Kongresses heftig über dessen Politik diskutiert. Dabei ging es um die umstrittene Durchsetzung des Indian Removal Act, den Konflikt mit dem Staat South Carolina, der in der Nullifikationskrise gipfelte, und die Bankenpolitik des Präsidenten.
1832 verzichtete Joseph Lecompte auf eine erneute Kandidatur. In den folgenden Jahren betätigte er sich wieder in der Landwirtschaft. Im Jahr 1850 war er Delegierter auf einer Konferenz zur Überarbeitung der Verfassung von Kentucky. Er starb am 25. April 1851.